# Dendostrea frons
Dendostrea frons is een tweekleppigensoort uit de familie Ostreidae. De wetenschappelijke naam werd gepubliceerd in 1758 door Carl Linnaeus in de tiende editie van Systema naturae.

Linker schelp
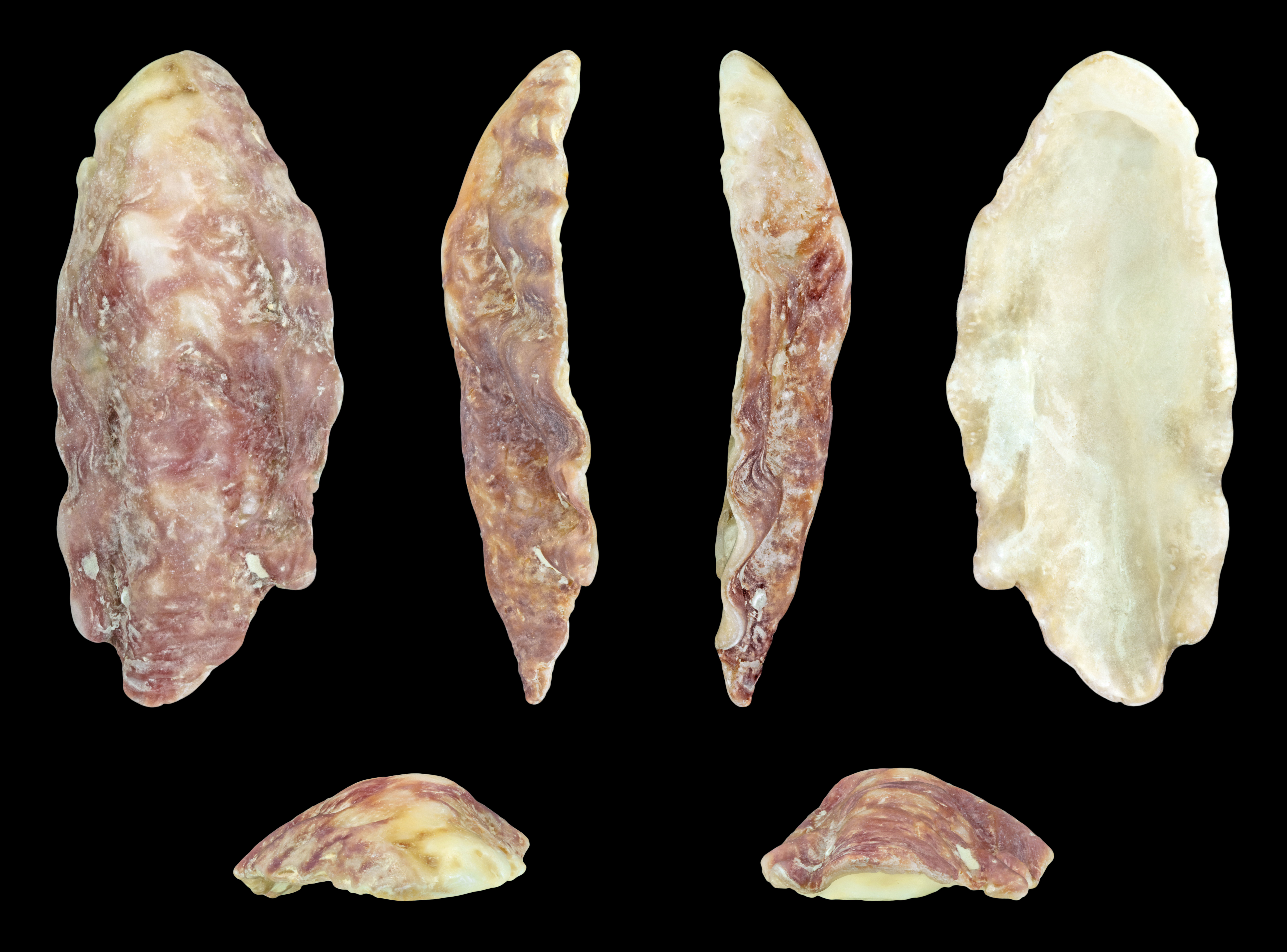
Rechter schelp